# Wall Doxey
Wall Doxey (Holly Springs, 1892. augusztus 8. – Memphis, 1962. március 2.) az Amerikai Egyesült Államok szenátora (Mississippi, 1941–1943).